# Peace (album Lee Jung-hyun)
Peace – drugi album Lee Jung-hyun wydany w 2000 roku.

## Lista utworów
| lp. | Tytuł koreański   | Tytuł japoński       | Tytuł angielski   | Spolszczenie        | Czas: |
| --- | ----------------- | -------------------- | ----------------- | ------------------- | ----- |
| 1.  | Intro – Message I | Intro – Message I    | Intro – Message I | Intro – Wiadomość 1 | 01:16 |
| 2.  | 평화              | ピョンファ           | Peace             | Punghwa             | 03:40 |
| 3.  | Feel Me!          | Feel Me!             | Feel Me!          | Czujesz mnie!       | 05:01 |
| 4.  | 너                | ノ                   | You               | Nuh                 | 03:30 |
| 5.  | 줄래              | チュルレ             | Joe Lay           | Chullae             | 03:43 |
| 6.  | 따                | タ                   | -                 | Pa/Tta              | 04:04 |
| 7.  | 꿈                | -                    | Dream             | Kkum                | 04:12 |
| 8.  | 잘먹고 잘살아라   | よくたべて豊に暮らせ | -                 | Chalmuko            | 04:10 |
| 9.  | 아냐              | いいえ               | No                | Anja                | 04:01 |
| 10. | 끝났어            | 終わったの           | It's Over         | Keutnasu            | 03:44 |
| 11. | 도전              | 挑戦                 | Challenge         | Tojon               | 03:33 |
| 12. | 피어              | 咲いて               | Pee Oh            | Pieo                | 04:22 |
| 13. | Love Is A Secret  | -                    | Love Is A Secret  | -                   | 04:20 |
| 14. | 너                | ノ                   | You               | Nuh (wersja techno) | 03:22 |
| 15. | Out – Message II  | Out – Message II     | Out – Message II  | Out – Wiadomość 2   | 00:51 |